# Grigori Ougrioumov
Grigori Ivanovitch Ougrioumov (en russe : Григорий Иванович Угрюмов; ISO 9 : Grigorij Ivanovič Ugrûmov) est un peintre russe né le 11 mai 1764 à Moscou et mort le 20 mars 1823 à Saint-Pétersbourg. Les sujets traités par ce peintre étaient historiques et de style néo-classique. Il est également connu pour ses portraits de notoriétés et d'aristocrates.

## Biographie
En 1770 il est admis en classe préparatoire à l'Académie russe des Beaux-Arts, dirigée par Anton Lossenko. Son professeur principal est Dmitri Levitski. À la fin de ses études en 1785 il reçoit la petite médaille d'or pour le tableau Agar en exil avec son jeune fils Ismaël dans le désert.
En 1787 il part à l'étranger pour se perfectionner. Pendant quatre ans il copie des tableaux  de Véronèse, Guido Reni. Il retourne à Saint-Pétersbourg en 1790 et l'année suivante il est chargé de cours à l'Académie des beaux-Arts.  
En 1797 il est nommé académicien pour son tableau : Jan Usmar teste sa force.
Grâce à sa notoriété et sa réputation auprès de l'impératrice Catherine II et des empereurs Paul Ier et Alexandre Ier, il obtient des commandes de tableaux pour de nouveaux édifices tels que la Cathédrale de la Trinité de la laure Saint-Alexandre-Nevski, le  Château des Ingénieurs, la Cathédrale Notre-Dame-de-Kazan de Saint-Pétersbourg.   
Parmi ses étudiants on retrouve des personnalités telles que celles de Andreï Ivanov, Vassili Chebouïev, Alexeï Erogov et Oreste Kiprensky.
|                                                             |
| Alexandre Nevski à Pskov après sa victoire sur les Germains |

|                               |
| Agar et Ismaël dans le désert |

|                          |
| Jan Usmar teste sa force |